# Deshnoke
Deshnoke oder Deshnok (Hindi: देशनोक) ist eine Kleinstadt mit ca. 20.000 Einwohnern im Norden des indischen Bundesstaates Rajasthan.

## Lage
Deshnoke liegt im Norden der Wüste Thar in einer Höhe von ca. 275 m ü. d. M. Die Stadt Bikaner liegt ca. 30 km (Fahrtstrecke) nördlich. Das Klima von Deshnok ist warm bis heiß und trocken; der für indische Verhältnisse außerordentlich geringe Regen von unter 250 mm/Jahr fällt eigentlich nur während der sommerlichen Monsunzeit.

## Bevölkerung
Offizielle Bevölkerungsstatistiken werden erst seit 1991 geführt und veröffentlicht. Der deutliche Anstieg der Bevölkerungszahlen beruht im Wesentlichen auf der Zuwanderung vieler Familien aus dem Umland.
| Jahr      | 1991   | 2001   | 2011   |
| Einwohner | 13.395 | 15.658 | 18.470 |

Die vorwiegend Hindi sprechende Bevölkerung besteht zu knapp 86,5 % aus Hindus, zu gut 6 % aus Moslems und zu knapp 7,5 % aus Anhängern des Jainismus; andere Religionen kommen unter der Landbevölkerung Indiens kaum vor. Wie bei Volkszählungen im Norden Indiens üblich, liegt der männliche Bevölkerungsanteil etwa 8 % höher als der weibliche.

## Wirtschaft
Im Umland von Deshnoke wird in geringem Maße Viehzucht (Schafe, Ziegen) betrieben; die Bewirtschaftung von Feldern ist wegen der geringen Regenfälle kaum möglich. Die Einwohner leben hauptsächlich als Tagelöhner und Kleinhändler sowie von kleineren Dienstleistungen für Pilger und Touristen, die den über die Region hinaus bekannten Karni-Mata-Tempel besuchen.

## Geschichte
Der Ort teilt im Wesentlichen die Geschichte von Bikaner. Die Maharajas von Bikaner stehen bereits seit Jahrhunderten in einer besonderen Beziehung zu der im Tempel verehrten Göttin Karni Mata.

## Sehenswürdigkeiten
Einzige Sehenswürdigkeit des Ortes ist der mehrere hundert Jahre alte Karni-Mata-Tempel (auch „Ratten-Tempel“), dessen heutiger Zustand jedoch – wie die zahlreichen bengalischen Dächer zeigen – im Wesentlichen dem 17. bis 19. Jahrhundert entstammt. Der Innenhof des Tempels ist zum Schutz der hier lebenden und von Pilgern gefütterten Ratten vor Raubvögeln mit Drahtnetzen überspannt.